# 浙江大学高分子科学与工程学系
浙江大学高分子科学与工程学系是浙江大学的一个学系，现属于工学部。由高分子科学、高分子复合材料和生物医用大分子三个研究所组成，并建有“教育部高分子合成与功能构造重点实验室”、“教育部膜与水处理技术工程研究中心”两个平台。

## 历史
1978年、1984年先后设立“高分子化学与物理”硕士点和博士点，1991年、1994年先后设立“高分子材料”硕士点和博士点。近20年来培养的高分子专门人才有美国芝加哥大学教授俞陆平、日本北海道大学教授龚剑萍和日本国立分子研究所副教授江东林等人。
曾毕业或执教于浙江大学的高分子科学家有王葆仁院士、冯新德院士、钱人元院士、杨士林教授、于同隐教授、徐僖院士、潘祖仁教授、沈家骢院士、沈之荃院士等。

## 概况
- 1个本科专业：高分子材料与工程
- 硕士点：高分子化学与物理
- 博士点：高分子材料、高分子化学与物理
- 博士后流动站：材料科学与工程
- 与化学系共建“化学”博士后流动站
- 与材料系共建“材料学”、“材料加工工程”和“材料化学与物理”硕士点和博士点

现有教职工53人，其中教授23人、副教授23人。在校本科生254人、硕士和博士研究生350人。
2007年，“高分子化学与物理”成为国家重点学科，也是“211工程”和“985计划”重点建设学科。
现任系主任为徐志康教授，沈之荃院士、沈家骢院士、郑强教授为学科带头人。